# Get Naked
«Get Naked» — песня сольного проекта американского музыканта Томми Ли Methods of Mayhem, выпущенная в качестве сингла с их одноимённого альбома. В записи песни принимали участие такие приглашённые музыканты как Джордж Клинтон, Lil' Kim, и Фред Дёрст из Limp Bizkit.
Синглы в США и Австралии (выпущенные на CD и виниле) содержат clean и альбомную версии песни, а также би-сайд («Narcotic») и документальное видео.
Песня содержит откровенный сексуальный контент, так как в ней общий смысл акцентируется на таких словах как «cum», «blow-job», «porno tape», а также мужские и женские половые органы. Текст песни также касаются размера человеческого пениса: Лил Ким называет мужчин с пенисами „меньше семи дюймов“, „мини-мужчинами“, которые непригодны для секса. В нём также были ссылки на просочившуюся секс-запись Ли и тогдашней жены Памелы Андерсон, которая произошла за 4 года до выхода песни.
В песне можно услышать звуковой клип из регги-песни Чарли Эйса и Фэй начала 1970-х годов под названием Punnany. В нём также использованы сэмплы песен Magic Mountain Эрика Бердона и War.

## Список композиций

### CD-сингл в Австралии
1. «Get Naked» [Clean]
2. «Get Naked» (совместно с Фредом Дёрстом, Джорджем Клинтоном и Lil' Kim)
3. «Narcotic»
4. «Making of Mayhem»

## Чарты
| Чарт (2008)         | Высокая позиция |
| ------------------- | --------------- |
| Dutch Singles Chart | 64              |